# Elfer (Allgäuer Alpen)
Der Elfer (auch Elferkopf) ist ein 2387 m ü. A. hoher Berg in den Südöstlichen Walsertaler Bergen (Allgäuer Alpen).

## Lage und Umgebung
Er liegt nordnordwestlich des Liechelkopfes und ist mit diesem über einen Grat verbunden. Nordnordwestlich ist dem Elfer der etwas niedrigere Zwölfer vorgelagert, dessen Flanken ins Kleinwalsertal abfallen.

## Namensherkunft
Erstmals erwähnt wurde der Elfer als Wilden B. in Blasius Huebers Vorarlbergkarte im Jahr 1783. Für die Franziszeische Landesaufnahme erfolgte 1818 die Erwähnung als Wildenberg. Östlich des Berges befindet sich das Wildental mit Vorderer und Hinterer Wildenalpe. Der heute verwendete Name hat seinen Ursprung in einer „Sonnenuhr“ (siehe Zwölfer-Berge): Von Hirschegg und Mittelberg im Kleinwalsertal aus gesehen, steht um elf Uhr die Sonne über dem Gipfel des Elfers. Eine Stunde später dann über dem Zwölfer, seinem nordwestlichen Nebengipfel.

## Erstbesteigung
Die Erstbesteigung des Elfers ist nicht bekannt. Als Hermann von Barth im Jahr 1869 den Berg bestieg, fand er auf dem Gipfel eine Signalstange.

## Besteigung
Auf den Elfer führt kein markierter Weg. Die Routen am Elfer verlangen Trittsicherheit und Schwindelfreiheit. Er kann weglos vom Gemsteltal über die Westflanke (I) erreicht werden.
Bei Einheimischen ist die Überschreitung zum Liechelkopf beliebt (II). Der Ostgrat auf den Elfer ist eine sehr selten begangene Allgäuer Graskletterei (IV).

## Bilder

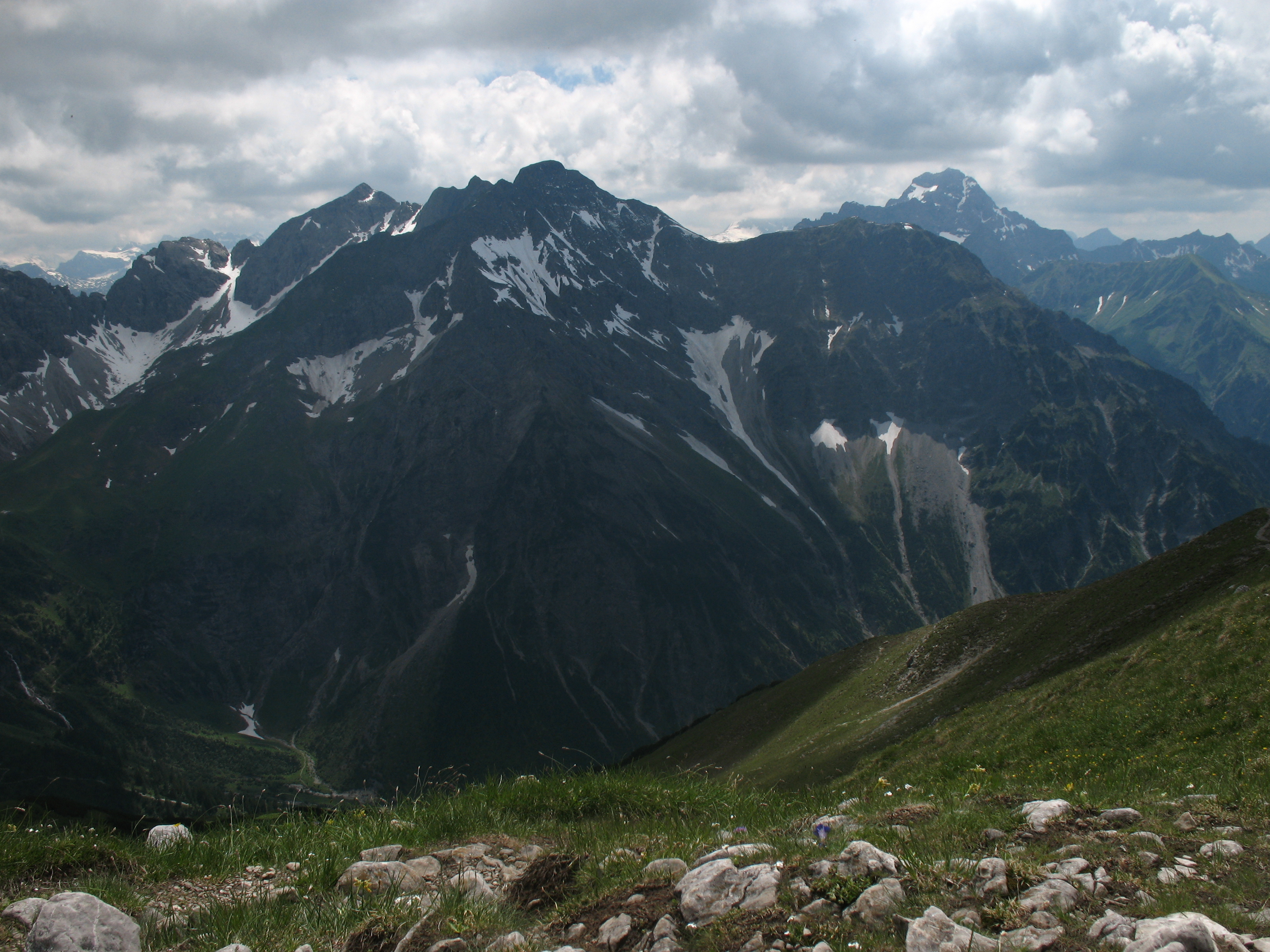
Elferkopf von der Walser Hammerspitze
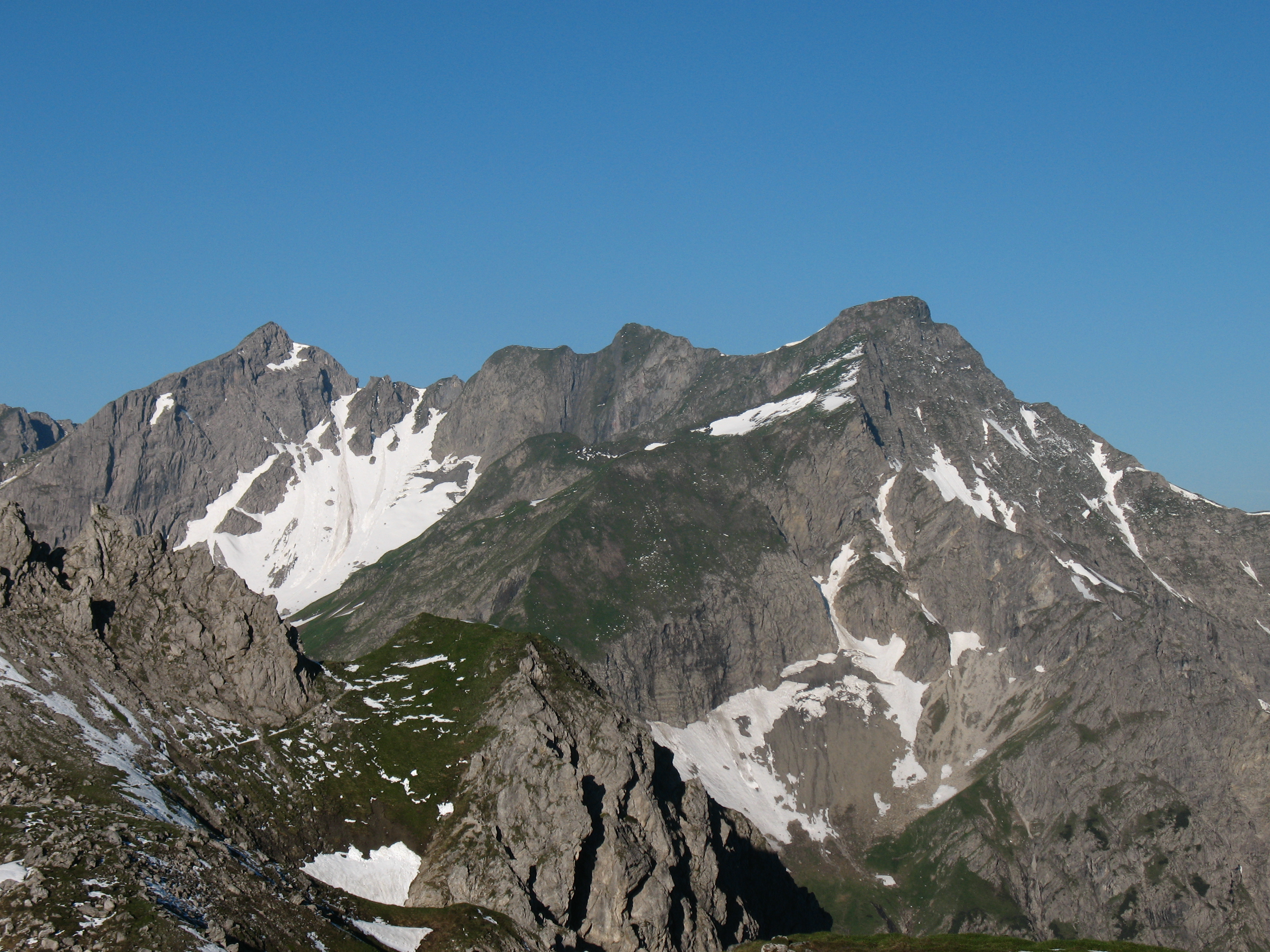
Mit Liechelkopf
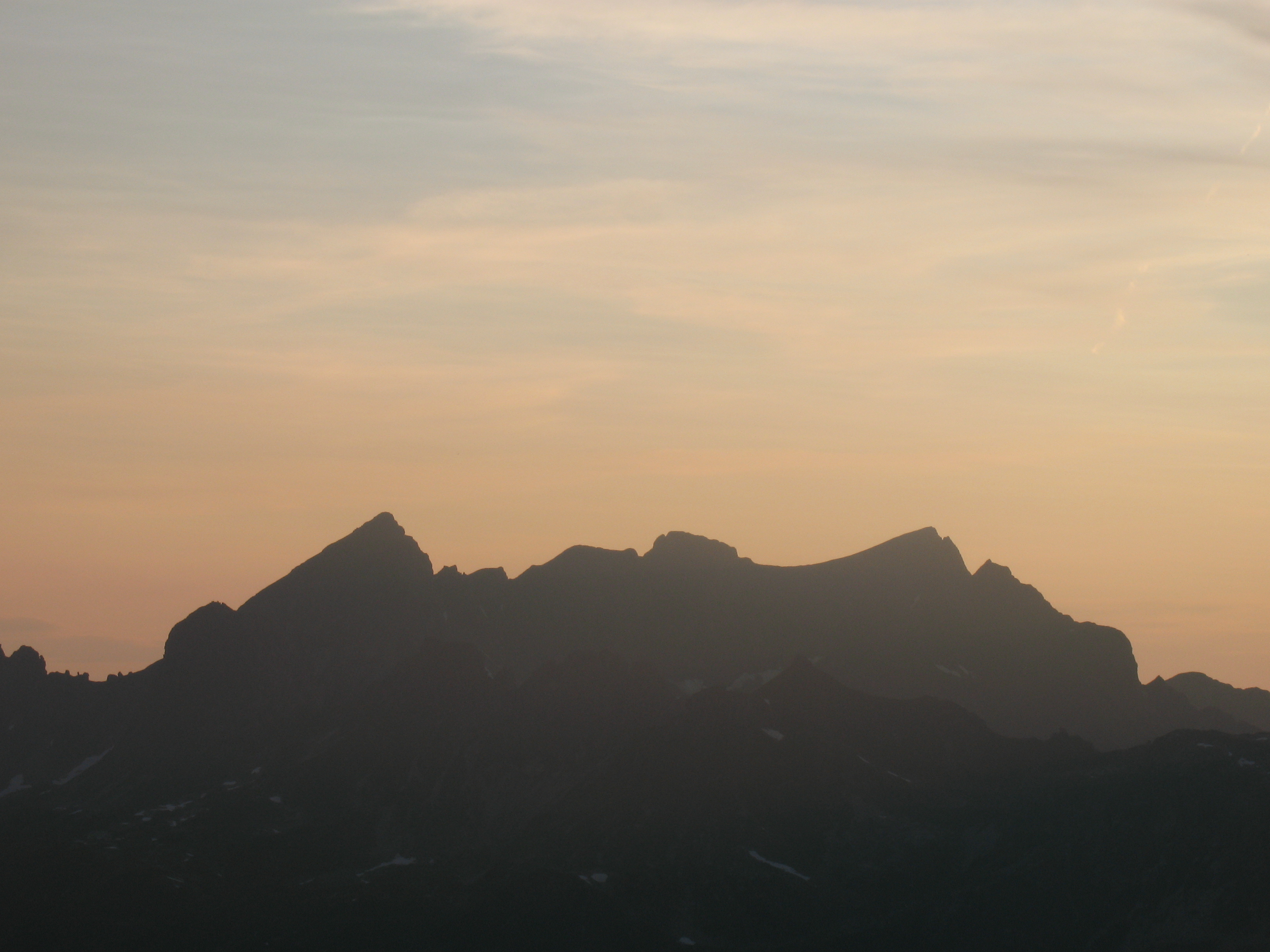
Im Sonnenuntergang
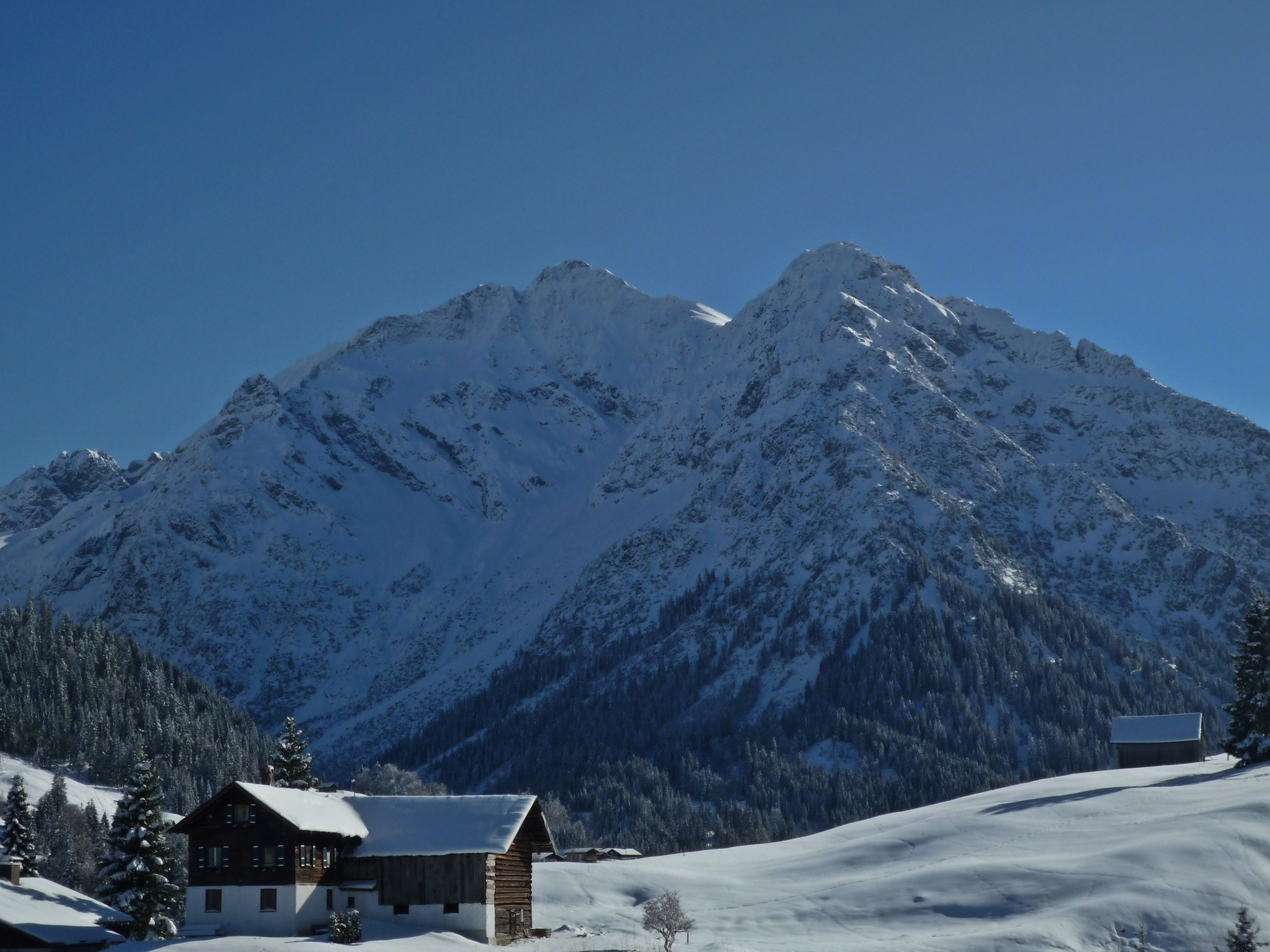
Von Hirschegg: Elfer und Zwölfer